# Animal de compañía

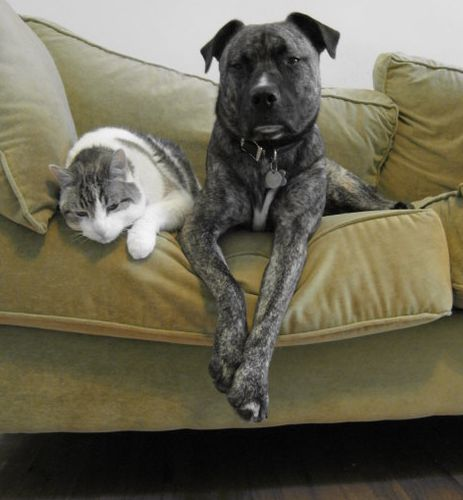
El gato y el perro, las mascotas o animales de compañía más populares del mundo.

Un animal de compañía o mascota es un animal doméstico que se conserva con el propósito de brindar compañía o para el disfrute del cuidador. A diferencia de los animales de laboratorio, animales para la crianza o ganado, animales para el transporte o animales para el deporte, los animales de compañía no son conservados para traer beneficios económicos o alimenticios, aunque sí un beneficio personal.
Los animales de compañía son seleccionados por su comportamiento, adaptabilidad y por su interacción con los humanos, en la que posiblemente se utilicen como herramientas de caza o seguridad. Poseer un animal de compañía puede traer beneficios a la salud, ya que el cuidado diario hace olvidar, a muchas personas, otro tipo de preocupaciones, evita la depresión y nos hace sentir útiles. Los animales de compañía más populares son el perro y el gato.
El animal de compañía también se caracteriza por ser amigable. Se puede decir que la mayoría de estos animales se convierten en domésticos si la persona con la que conviven les enseña buenos modales en la convivencia diaria, no olvidando su naturaleza animal.
Un animal de compañía se adapta al ambiente de un ser humano sin importar su naturaleza: se adhiere a un grupo, familia o sociedad, la cual le dota de todo lo necesario para su desarrollo.
En adaptabilidad y comportamiento, se dice que los perros como animales de compañía, superan a la mayoría. Su adaptabilidad ha ayudado al hombre en diversos ámbitos sociales, culturales y recreativos, como en su uso terapéutico en hospitales, como guías de personas ciegas, como apoyo policial, y en complicados rescates de personas.
La compañía de cualquier mascota evoca siempre ternura, compañía y amistad, cualidades que se intensifican cuando la soledad busca filtrarse en la vida de las personas; es en estos momentos cuando la mascota adquiere un papel más importante, al sentirlo parte de la familia y aún más, como un amigo.
La mayoría de las personas muestran una actitud positiva a través de su relación con una mascota o animal de compañía, sobre todo aquellos que sufren problemas de tipo psicológico o físico.

## Historia

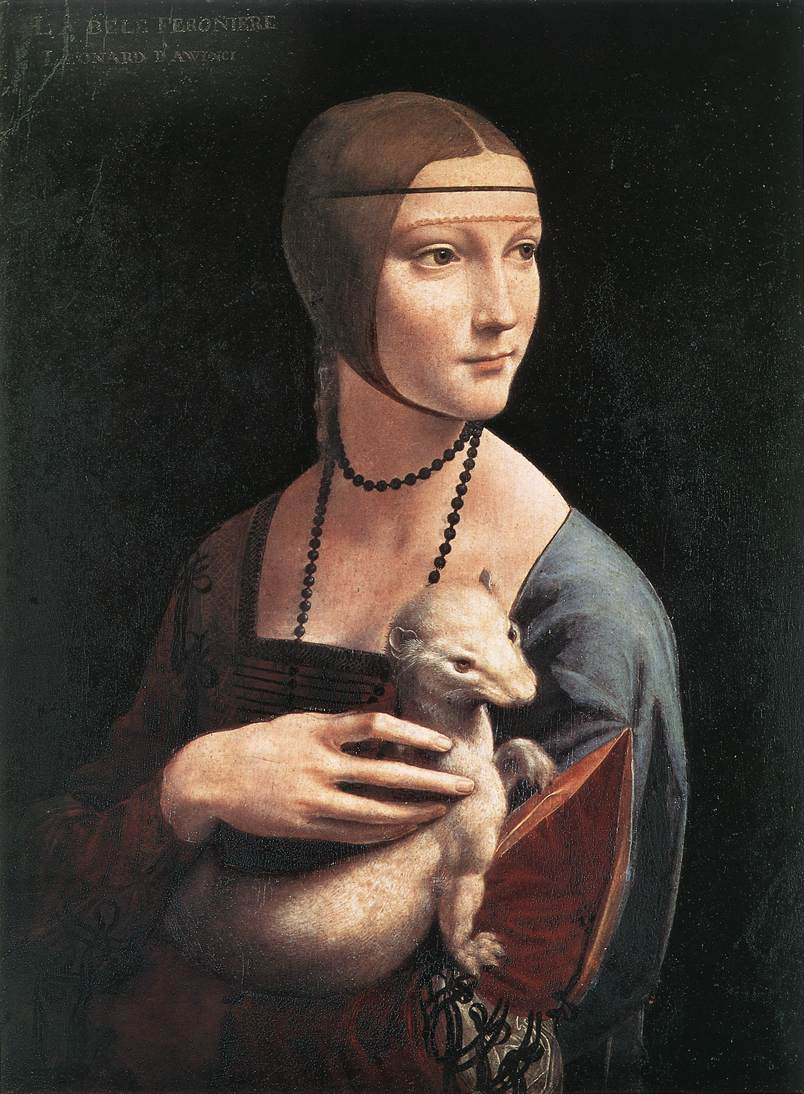
La dama del armiño de Leonardo da Vinci.

El origen de la domesticación animal se estableció alrededor del año 9000 a. C. en el suceso de la sedentarización humana conocido como revolución neolítica. Se comenzó a utilizar a los animales con propósitos alimenticios, pero tiempo después se descubrió que podían ser utilizados como herramientas de caza o compañeros de caza, adoptando un valor más productivo como tales que como alimento. Los animales fueron constantemente relacionados con la identidad de las diferentes clases sociales en la historia, ya que la capacidad económica permitía poseer valuadas y exóticas especies de animales y plantas.
El origen de la domesticación de animales es inexacto, pero se cree que comenzó cuando el ser humano se dio cuenta de que necesitaba establecer lazos entre él y la naturaleza para su supervivencia y desarrollo. Se estima que los perros, una de las primeras especies animales domesticadas, han sido criados como animales de compañía por alrededor de diez mil años. Alrededor del año 3500 a. C. comenzó la domesticación de gatos en Egipto.

### Época victoriana: el auge de la tenencia moderna de animales de compañía
A lo largo de los siglos XVII y XVIII, la tenencia de animales de compañía en el sentido moderno se fue aceptando gradualmente en toda Gran Bretaña. Al principio, los aristócratas tenían perros de compañía y de caza. La tenencia de mascotas era un signo de elitismo social. En el siglo XIX, el ascenso de la clase media estimuló el desarrollo de la tenencia de animales de compañía, que se inscribió en la cultura burguesa.

#### Economía
A medida que la popularidad de la tenencia de mascotas en el sentido moderno aumentó durante la época victoriana, los animales se convirtieron en un elemento fijo dentro de la cultura urbana como mercancías y objetos decorativos. La tenencia de mascotas generó una oportunidad comercial para los empresarios. A mediados del siglo XIX, cerca de veinte mil vendedores ambulantes de Londres comerciaban con animales vivos. La popularidad de los animales también desarrolló una demanda de artículos para animales, como accesorios y guías para la tenencia de mascotas. El cuidado de las mascotas se convirtió en un gran negocio a finales del siglo XIX.
Los especuladores también buscaban en el robo de mascotas un medio para obtener beneficios económicos. Aprovechando el afecto que los dueños sentían por sus mascotas, los ladrones profesionales de perros capturaban a los animales y pedían rescate por ellos. El desarrollo del robo de perros refleja el creciente valor de los animales de compañía. Poco a poco, las mascotas pasaron a definirse como propiedad de sus dueños. Se crearon leyes que castigaban a los delincuentes por su robo.

#### Social
Las mascotas y los animales también tuvieron implicaciones sociales y culturales a lo largo del siglo XIX. La categorización de los perros por sus razas reflejaba el orden jerárquico y social de la era victoriana. El pedigrí de un perro representaba el alto estatus y linaje de sus dueños y reforzaba la estratificación social. Los dueños de clase media valoraban la capacidad de asociarse con la clase alta a través de la propiedad de sus mascotas. La capacidad de cuidar de una mascota significaba respetabilidad y capacidad de ser autosuficiente. Según Harriet Ritvo, la identificación de "animal de élite y dueño de élite no era una confirmación del estatus del propietario, sino una forma de redefinirlo".

#### Entretenimiento
La popularidad de la tenencia de perros y mascotas generó afición a los animales. Los aficionados a los perros mostraban entusiasmo por tener mascotas, criar perros y exhibirlos en diversas exposiciones. La primera exposición canina tuvo lugar el 28 de junio de 1859 en Newcastle y se centró sobre todo en perros deportivos y de caza. Sin embargo, los dueños de mascotas produjeron un afán por demostrar sus mascotas así como tener una salida para competir. Así, los animales de compañía se fueron incluyendo poco a poco dentro de las exposiciones caninas. La primera gran exposición, que albergaría un millar de inscripciones, tuvo lugar en Chelsea en 1863. El Kennel Club fue creado en 1873 para garantizar la equidad y la organización en las exposiciones caninas. El desarrollo del Stud Book por parte del Kennel Club definió políticas, presentó un sistema de registro nacional de perros de pura raza, y esencialmente institucionalizó las exposiciones caninas.

## Popularidad
Un gran porcentaje de la población mundial posee un animal de compañía:[cita requerida] se estima que tan solo el 62% de la población de Estados Unidos tiene un animal de compañía. Los animales de compañía más populares alrededor del mundo son los gatos, en cualquier variedad de la especie.
| Posición | Animal de compañía  | Población mundial (millones) | Población en Estados Unidos (millones) | País con mayor población |
| -------- | ------------------- | ---------------------------- | -------------------------------------- | ------------------------ |
| 1        | Gato                | 564,5                        | 97,6                                   | Estados Unidos           |
| 2        | Perro               | 256                          | 61,2                                   | Estados Unidos           |
| 3        | Peces de agua dulce | Desconocido                  | 151,1                                  | Estados Unidos           |
| 4        | Mamíferos pequeños  | Desconocido                  | 16                                     | Desconocido              |
| 5        | Aves                | Desconocido                  | 16,2                                   | China                    |
| 6        | Reptiles y anfibios | Desconocido                  | 13                                     | Desconocido              |

## Salud

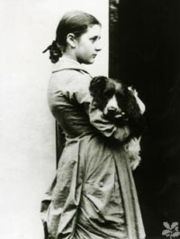
Beatrix Potter con su perro, c. 1881.

### Efectos en la salud animal
Poseer un animal de compañía es frecuentemente traducido como una adquisición de responsabilidades en la que se le debe brindar al animal todo lo necesario para su correcto desarrollo. Para el cuidado de un animal de compañía se necesita una correcta alimentación y un constante cuidado que le evite algunas enfermedades, además de cuidado médico y la imitación de su ambiente natural.

### Efectos en la salud humana

#### Efectos positivos en la salud
El poseer un animal como animal de compañía puede traer efectos positivos en la vida humana. El descenso de la presión arterial alta y de los niveles de colesterol y triglicéridos en la sangre son efectos físicos positivos que puede traer el poseer un animal de compañía. La interacción social que involucra el tener un animal de compañía ha demostrado una respuesta positiva al estrés mental, la depresión y los sentimientos de soledad, desembocando en un efecto placebo, que mejora la salud del poseedor.

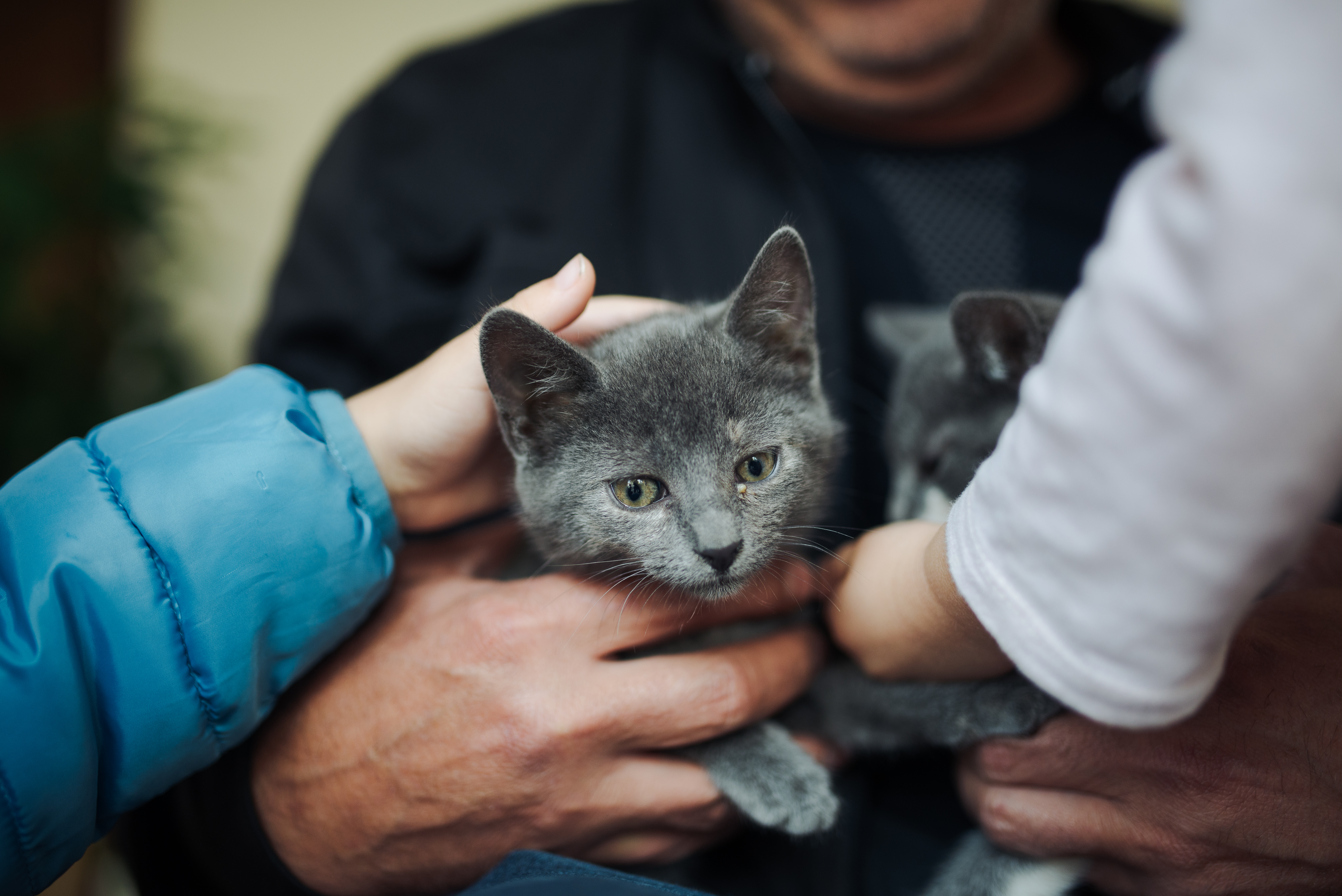
Personas acariciando a un gato

Asimismo, recientes estudios en Japón han demostrado que las personas con enfermedades crónicas y que poseen mascotas, (ya sea que estas tengan pelo, plumas o escamas) tienen corazones más saludables que quienes viven sin un animal de compañía.
Según noticias médicas de IntraMed, en los resultados publicados en American Journal of Cardiology, los investigadores que estudiaron a casi 200 personas hallaron que quienes poseían un animal de compañía contaban con una mayor variabilidad de ritmo cardíaco que aquellos sin un animal en el hogar[cita requerida] (una variabilidad reducida se relaciona con un riesgo mayor de morir por un problema cardíaco);[cita requerida] lo que significa que sus corazones responden mejor a las exigencias de cambios corporales, como bombear más rápido durante situaciones de estrés.[cita requerida]

#### Efectos negativos en la salud
Entre los efectos negativos en la salud por causa de un animal de compañía se enumeran principalmente las respuestas respiratorias y cutáneas de alergias y asma. Otro posible riesgo es el ataque de la especie que se tiene como animal de compañía (mordidas, inyección de veneno, zarpazos, etc.). También se debe tener en cuenta el temor o fobia hacia determinada especie. Además, pueden adquirirse varias enfermedades por patógenos transmitidos a través del contacto animal, como la enfermedad por arañazo de gato, infecciones estomacales, la ornitosis adquirida por el contacto con algunas especies de aves y la salmonelosis.

## Legalidad

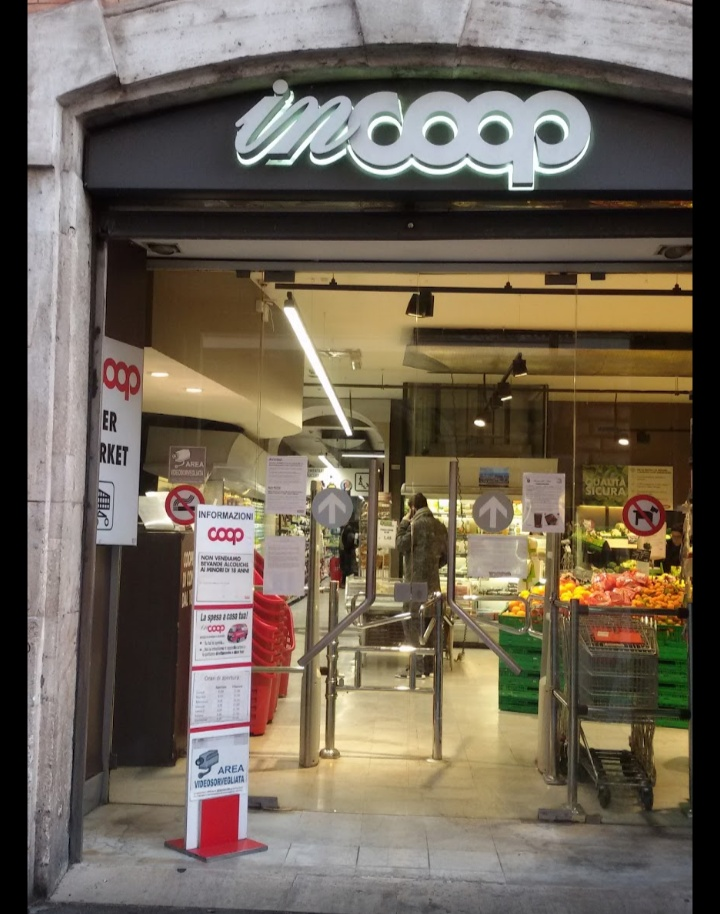
Supermercado en Roma, donde se restringen mascotas (aparece un cartel indicativo).

Debido a que los animales pueden ser considerados como seres "sucios", hay leyes estrictas en todo el mundo.
Entre ellas, se encuentran en ingresarlos a un país (algunos países piden Identificación Electrónica) y también en ingresar a tiendas o restaurantes debido a que pueden traer enfermedades. Haciendo difícil para un dueño pasear a su mascota.

## Turismo
El turismo de mascotas es una de las novedades del sector turístico de los últimos años. Con la mejora de la fortaleza económica de los dueños de mascotas y el énfasis en las mascotas, los dueños pueden viajar con mascota para formar verdaderamente el ambiente de “familia de mascotas”. 
Aunque los animales domésticos desempeñan un papel importante en la vida cotidiana de los seres humanos, no se reconoció plenamente el papel de las mascotas en los viajes humanos hasta finales de la década de 2000. Algunos estudiosos comenzaron a perfilar las características y los comportamientos de los turistas propietarios de mascotas.

### Riesgos del turismo con mascotas[37]
Evitar la transición de enfermedades y lesiones a los humanos provenientes de las mascotas es una tarea esencial de todo propietario, así como también lo es el velar por la integridad y bienestar del animal teniendo siempre en cuenta el entorno que los rodea.
Otro de los riesgos para el turismo y el hotelería son los ruidos y agresividad de las mascotas, es por ello que los hospedajes que trabajan bajo el formato pet-friendly tienen sus propias normas y restricciones, para así evitar incomodar a los turistas que llegan sin mascotas, así como también evitar daños en la propiedad, así como también daños a los visitantes.

### Perfil del turista que viaja con mascotas[38]
El turista que viaja con mascotas es de edad diversa, pueden ser solteros, parejas o familias que viajan solos o con grupos especializados en brindar este servicio. Los destinos preferidos por este tipo de turistas son nombrados destinos Pet-Friendly, para ellos la localización es indiferente y prefieren destinos al interior del país eligiendo entre la costa y la sierra. Cuando el destino es en la sierra, optan por alojamientos rurales y cuando es en la costa por apartamentos turísticos ya que son lugares con mayor comodidad, amplios y se puede contar con todas las facilidades para satisfacer las necesidades de las mascotas.
Entre los aspectos más valorados en hospitalidad los propietarios de las mascotas destacan en primer lugar el poder dormir con ellos en la misma habitación y esperan que los alojamientos sean cómodos y que los propietarios del establecimiento cuenten con un sello Pet Friendly para que sean amables con los animales. 